# Emilio Faà di Bruno
Emilio Faà di Bruno (Alessandria, 7 marzo 1820 – al largo dell'Isola di Lissa, 20 luglio 1866) è stato un militare e marinaio italiano, decorato di medaglia d'oro al valor militare alla memoria nel corso della terza guerra d'indipendenza italiana.

## Biografia

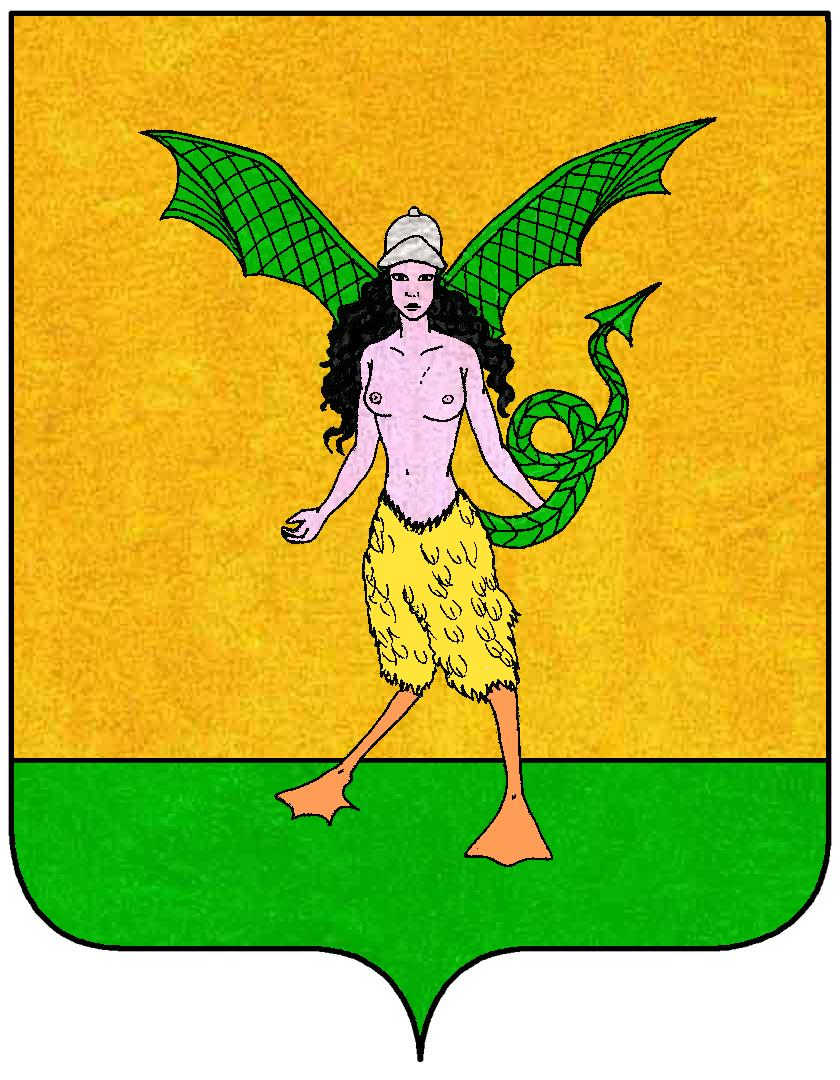
Stemma della famiglia Faà di Bruno

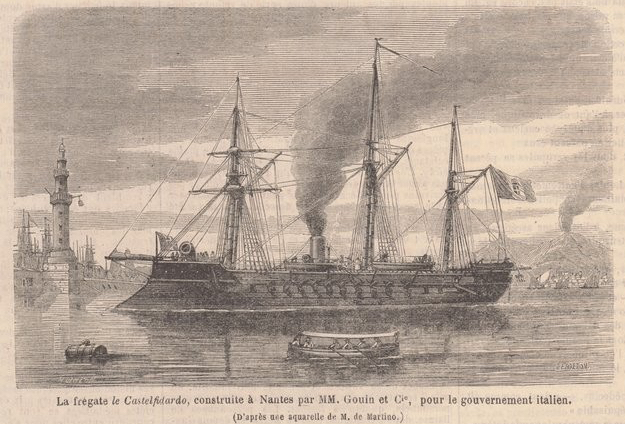
La pirofragata Castelfidardo

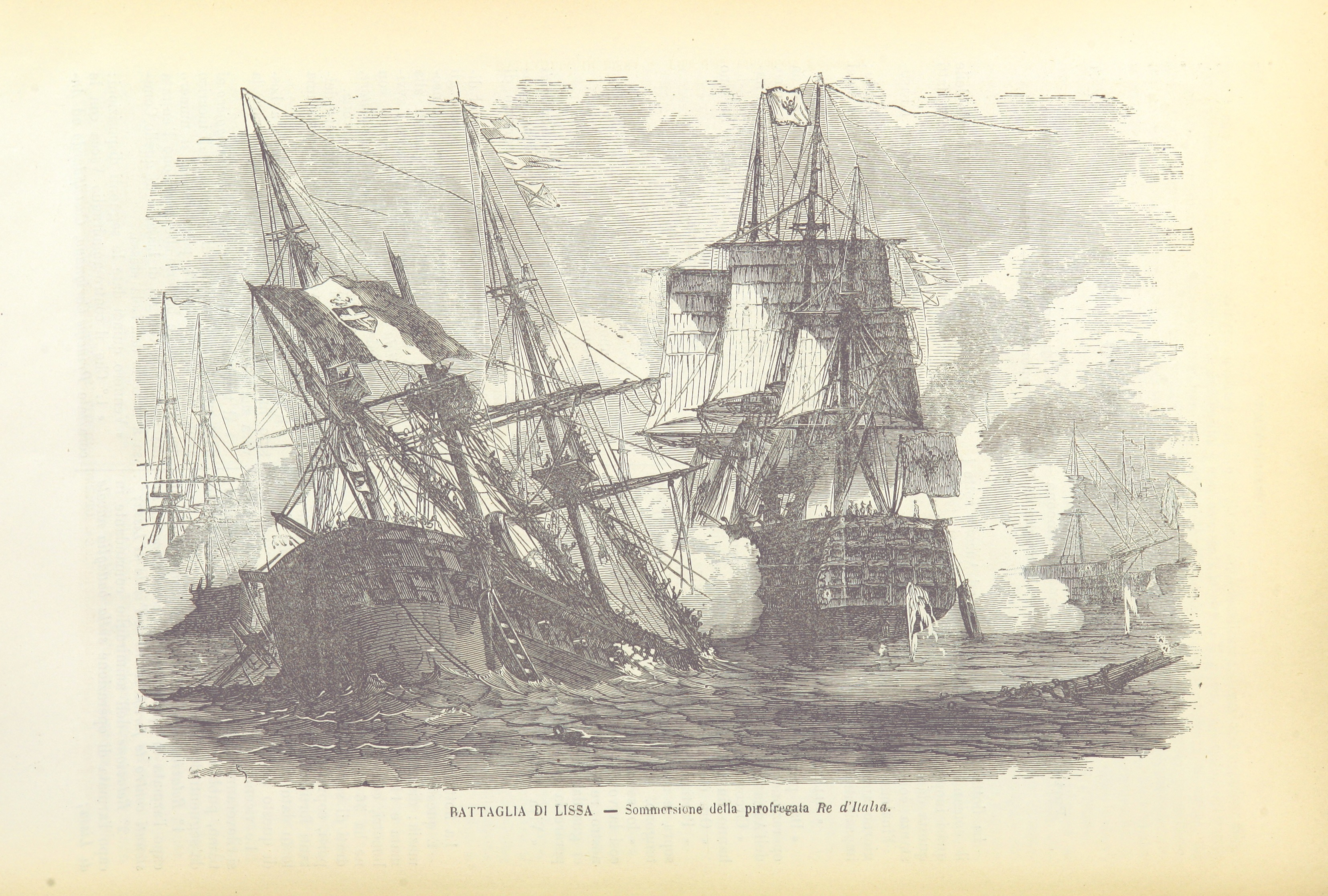
L'affondamento della pirofregata Re d'Italia

Nacque ad Alessandria il 7 marzo 1820, figlio di Luigi Lodovico, marchese di Bruno, e di Carolina Sappa de' Milanesi. Nel 1833 fu ammesso a frequentare la Scuola di Marina di Genova, conseguendo il grado di guardiamarina di 1ª classe nel 1840. Tra il 1841 e il 1843 fu imbarcato a bordo della fregata a vela Des Geneys prendendo parte alla crociera delle Americhe. Partecipò alla campagna navale della prima guerra d'indipendenza italiana (1848-1849) nel Mare Adriatico a bordo dell'avviso a ruote Malfatano inquadrato nella squadra navale dell'ammiraglio Giuseppe Albini.
Si distinse nel bombardamento delle batterie costiere di Caorle, e promosso luogotenente di vascello finì la campagna di guerra sulla fregata San Michele impegnata con la squadra alla ricerca della flotta austriaca tra le foci del Piave e del Tagliamento e nel blocco di Trieste. Ritiratosi dal servizio attivo per motivi di famiglia, fu richiamato in servizio attivo da Alfonso La Marmora, Ministro della Guerra e della Marina del Regno di Sardegna e nominato addetto navale presso all'ambasciata sarda a Londra, dove conobbe e sposò, il 29 ottobre 1851, la signorina Agnese Huddleston.
Promosso capitano di corvetta nel 1860,  assunse il comando dell'avviso Authion partecipando alla campagna piemontese in Italia centrale, distinguendosi negli assedi di Gaeta e di Messina tanto da meritare una menzione onorevole e insignito della Cavaliere dell'Ordine dei Santi Maurizio e Lazzaro. Divenuto capitano di fregata nel 1861,  assunse il comando della corvetta San Giovanni, e nel 1863 gli fu affidato il compito di visitare i consolati italiani nelle Americhe, e più in generale la protezione degli interessi italiani in quell'area, meritandosi i complimenti del Ministro della marina. Nel 1864, al ritorno da quella missione, fu nominato capitano di vascello di 2ª classe e subito fu inviato, il 23 gennaio, con la sua nave a Filadelfia per ispezionare i lavori di costruzione della pirofregata Re d'Italia. Successivamente fu il primo italiano a entrare nella Baia di Baffin, in Canada.
Nel 1865 ottenne il comando della pirofregata corazzata Castelfidardo, in forza alla squadra di evoluzione dell'ammiraglio Giovanni Vacca, e con la sua unità fu inviato a Tunisi in missione politico-diplomatica, a sostegno degli emigrati italiani, distinguendosi per saggezza ed abilità. In Tunisia il Regno d'Italia aveva dislocato diverse forze navali, al comando del contrammiraglio Giovan Battista Albini, nel tentativo di porre una ipoteca su future conquista territoriali.
Nel maggio 1866 fu promosso a capitano di vascello di 1ª classe e assunse il comando della pirofregata corazzata Re d'Italia, al comando della quale, dopo l'inizio della terza guerra d'indipendenza italiana, imbarcò a Taranto il comandante in capo dell'armata navale ammiraglio Carlo Pellion di Persano, navigando con lui fino ad Ancona, dove si riunì alla flotta, tra molte difficoltà dovute al fatto che si verificarono principi di incendi ai carbonili della nave.
Riunitosi con la sua unità al resto della flotta, il 20 luglio dello stesso anno prese parte nell'Adriatico alla battaglia di Lissa.
Ma nel corso della battaglia, la Re d'Italia a bordo del quale si trovava inizialmente anche l'ammiraglio Persano, che poi trasbordò sull'ariete corazzato Affondatore nel corso del combattimento, affondò. La Re d'Italia, avvistata di prora una unità nemica che gli attraversava la rotta, su suo ordine diede macchina indietro e, annullando in pratica l'abbrivio, finì per rimanere praticamente immobile al centro del combattimento. Di questo fatto approfittò la corazzata austriaca Erzherzog Ferdinand Max che speronò l'unità italiana. Secondo le migliori tradizioni marinaresche Faà di Bruno, già ferito ad una gamba, perì con la sua nave. In seguito gli fu attribuita la medaglia d'oro al valor militare.
La Regia Marina lo ha voluto più volte onorare intitolandogli cannoniera corazzata del 1896 (mentre nel 1874 gli era stata intitolata la costituenda Reale Scuola Nautica e di Costruzioni di Pizzo, in Calabria), un monitore del 1917, e un sommergibile oceanico nel 1936, poi affondato  in Oceano Atlantico nel 1940. A Milano, Roma e Padova ci sono delle vie a lui intitolate.
Viene citato nel componimento A una torpediniera nell'Adriatico, compresa nella raccolta Odi Navali di Gabriele D'Annunzio.

### Annotazioni
1. ↑  Era fratello maggiore del beato Francesco Faà di Bruno, presbitero e scienziato (professore di scienze fisiche e matematiche all'università di Torino), e di Giuseppe (sacerdote e missionario).
2. ↑  Egli operò una mediazione tra le posizioni dei pescatori di corallo italiani e tunisini, ricevendo i complimenti dello stesso bey che poi lo insignì di una propria decorazione.

### Fonti
1. 1 2 3 4 5 6 7 8 9 10 11 12 13  Alberini, Prosperini 2016, p. 217.
2. 1 2 3 4 5 6 7 8 9 10  http://www.treccani.it/enciclopedia/faa-di-bruno-emilio_(Dizionario-Biografico)
3. 1 2  Greganti, Carolei 1950, p. 210.
4. ↑   Sito web Istituto Tecnico Trasporti e Logistica "Nautico" di Pizzo, su itnauticopizzo.edu.it.
5. ↑   Odi navali/A una torpediniera nell'Adriatico - Wikisource, su it.wikisource.org. URL consultato il 23 febbraio 2017.
6. ↑   Sito web Quirinale, su quirinale.it.